# Anneaux d'Uranus
Vous lisez un « article de qualité » labellisé en 2011.

Schéma du système d’anneaux et de lunes d’Uranus. Les lignes continues montrent les anneaux, les lignes en pointillés, les orbites des lunes.

Les anneaux d’Uranus sont un système d’anneaux de la planète Uranus, moins complexes que les anneaux de Saturne, mais plus élaborés que ceux de Jupiter ou de Neptune. Ils ont été découverts le 10 mars 1977 par James L. Elliot, Edward W. Dunham et Douglas J. Mink. Près de deux siècles auparavant, l'astronome William Herschel avait déjà rapporté l’observation de ces corps célestes, mais les astronomes modernes doutent que les anneaux sombres et ténus aient pu être vus à cette époque. Deux anneaux supplémentaires ont été découverts en 1986 grâce aux images prises par la sonde spatiale Voyager 2, puis deux anneaux externes, en 2003-2005, sur les photos du télescope spatial Hubble.
Ainsi, les observations d'Hubble portent à treize le nombre d'anneaux distincts composant le système d’anneaux d’Uranus. Ils sont appelés, par ordre de distance croissante de la planète : 1986U2R/ζ, 6, 5, 4, α, β, η, γ, δ, λ, ε, ν et μ. Leurs rayons vont de 38 000 km pour l’anneau 1986U2R/ζ à environ 98 000 km pour l’anneau µ. Il existe probablement de faibles bandes de poussière et des arcs incomplets entre les anneaux principaux. Ils sont très sombres : l’albédo des particules les composant ne dépasse pas 2 %. Ils sont probablement composés de glace et d'éléments organiques noircis par le rayonnement de la magnétosphère.
La plupart des anneaux d’Uranus sont opaques et larges de quelques kilomètres seulement. L’ensemble du système ne contient que peu de poussières : il se compose essentiellement de rochers de 0,2 à 20 m de diamètre. Cependant, certains des anneaux sont translucides : 1986U2R/ζ, μ et ν, larges et peu visibles, sont faits de petites particules de poussières, tandis que λ, peu visible également mais étroit, contient aussi des corps plus importants. La relative pauvreté en poussière des anneaux est due à la traînée aérodynamique des parties les plus externes de l’atmosphère, l’exosphère et la couronne.
Au regard de l'âge du Système solaire, ils seraient assez jeunes : leur âge ne dépasserait pas 600 millions d’années. Le système d'anneaux provient probablement de la collision et de la fragmentation d'anciennes lunes orbitant autour de la planète. Après la collision, les lunes se sont probablement brisées en de nombreuses particules, qui n’ont survécu sous la forme d'anneaux étroits et optiquement denses que dans certaines zones de stabilité maximale.
Au début du XXIe siècle, le mécanisme qui confine les anneaux étroits n’est pas bien compris. À l'origine, les scientifiques supposaient que chaque anneau étroit était encadré par des lunes « bergères », assurant sa stabilité. Mais, en 1986, la sonde Voyager 2 n'a découvert qu’une paire de telles bergères : Cordélia et Ophélie, qui encadrent l’anneau ε, le plus brillant.

## Découverte
Le système d’anneaux autour d’Uranus est mentionné pour la première fois au XVIIIe siècle, dans les notes de William Herschel, qui avait déjà découvert Uranus elle-même en 1781. L'astronome y consigne ses observations de la planète : « 22 février 1789 : on soupçonne l'existence d'un anneau ». Herschel dessine un petit schéma de l’anneau et note qu’il « tire un peu sur le rouge ». Le télescope Keck de Hawaï a confirmé cette dernière observation de Herschel, au moins pour l’anneau ν. Les notes de Herschel sont publiées en 1797 dans un journal de la Royal Society. Entre 1797 et 1977, soit pendant près de deux siècles, les anneaux ne sont presque jamais plus mentionnés. La véracité de l'observation initiale des anneaux par Herschel, que plusieurs générations d'astronomes ne sont pas parvenus à confirmer par la suite, est mise en doute par la communauté scientifique. Certains pensent que Herschel ne pouvait pas avoir découvert les anneaux, compte tenu des limitations des instruments de l'époque. Ceux qui créditent Herschel de cette découverte avancent comme argument que l'astronome a donné des descriptions exactes de l’anneau ε, de sa taille par rapport à celle d’Uranus, de ses changements d’aspect le long de l’arc d’orbite observé, et de sa couleur.

Animation sur l'occultation en 1977. (Cliquez sur l'image.)

La découverte ou redécouverte des anneaux d’Uranus est réalisée par hasard le 10 mars 1977 par les astronomes James L. Elliot, Edward W. Dunham et Douglas J. Mink, embarqués à bord de l'observatoire aéroporté Kuiper. Les astronomes veulent utiliser l’occultation de l’étoile SAO 158687 par Uranus pour étudier l’atmosphère de cette étoile. Or l’analyse de leurs observations met en évidence que l'étoile a été brièvement masquée à cinq reprises avant et après l’occultation par Uranus ; les trois astronomes concluent à la présence d’un système d’anneaux étroits,,. Dans leurs articles, ils désignent les cinq occultations observées par les cinq premières lettres de l'alphabet grec : α, β, γ, δ et ε ; ces désignations sont réutilisées par la suite pour nommer les anneaux. Peu de temps après, Elliot, Dunham et Mink découvrent quatre autres anneaux : l'un d'eux est situé entre les anneaux β et γ et les trois autres à l’intérieur de l’anneau α. Le premier est nommé η et les autres 4, 5 et 6, selon le système de numérotation des occultations adopté lors de la rédaction d'un autre article. Le système d’anneaux d’Uranus est le second découvert dans le système solaire, après celui de Saturne.
En 1986, la sonde spatiale Voyager 2 traverse le système d’Uranus et permet une observation directe de ses anneaux,. Les images de la sonde révèlent la présence de deux anneaux étroits supplémentaires. En 2003-2005, le télescope spatial Hubble détecte une nouvelle paire d’anneaux, portant le total connu à treize. La découverte de ces anneaux externes double le diamètre du système d’anneaux connu. Hubble prend également pour la première fois des images de deux petits satellites ; l'orbite de l'un d'eux, Mab, se trouve dans l’anneau extérieur récemment découvert.

## Propriétés générales

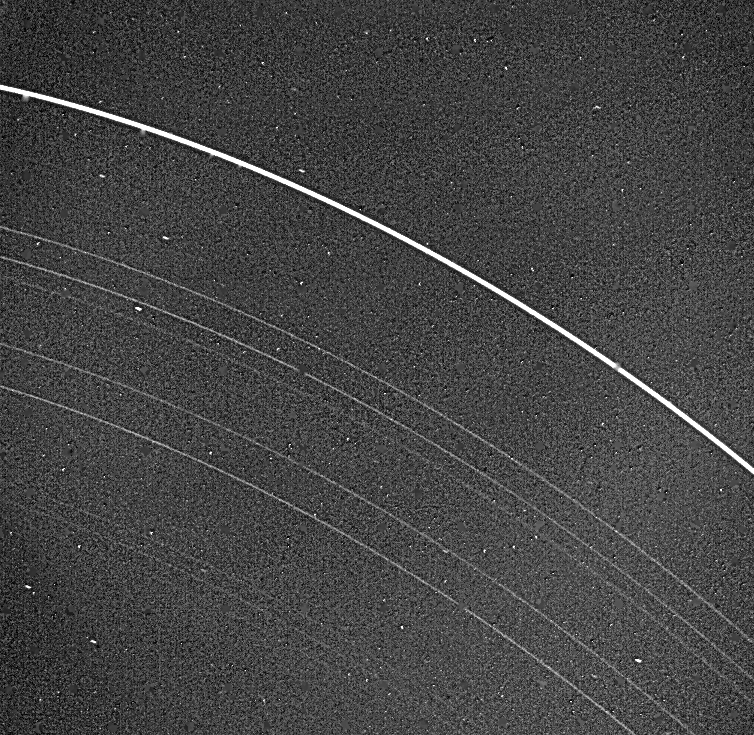
Les anneaux internes d’Uranus. Le plus externe et le plus brillant est l’anneau ε ; 8 autres anneaux sont visibles sur cette photo.

Depuis les observations faites par le télescope Hubble en 2005, il est établi que le système d’anneaux d’Uranus comprend treize anneaux. Ils sont nommés, par ordre de distance croissante de la planète : 1986U2R/ζ, 6, 5, 4, α, β, η, γ, δ, λ, ε, ν, μ. Ils sont divisés en trois groupes : neuf anneaux principaux étroits (6, 5, 4, α, β, η, γ, δ, ε), deux anneaux de poussières (1986U2R/ζ, λ) et deux anneaux externes (μ, ν). Les anneaux d’Uranus sont constitués principalement de particules macroscopiques, et renferment peu de poussières, celles-ci étant localisées surtout dans les anneaux 1986U2R/ζ, η, δ, λ, ν et μ,. Outre ces anneaux bien identifiés, il y a de nombreuses bandes de poussière translucides, contenant des anneaux ténus. Ceux-ci peuvent avoir une existence temporaire, ou être composés d’arcs séparés, détectés parfois pendant les occultations ; certains étaient visibles pendant le passage de la Terre par le plan des anneaux en 2007. Quelques bandes de poussières entre les anneaux ont été observées en diffusion vers l’avant quand Voyager 2 a dépassé l'orbite d'Uranus. Tous les anneaux d’Uranus présentent des variations azimutales de brillance.
Les anneaux sont composés d’une matière extrêmement foncée. L’albédo géométrique des particules ne dépasse pas 5 à 6 %, tandis que l’albédo de Bond est plus bas : environ 2 %,. Les particules des anneaux présentent un pic de brillance marqué à l’opposition : un accroissement de l’albédo dans la direction dirigée vers le Soleil. Ceci signifie que leur albédo est bien plus bas quand ils sont observés légèrement hors de la direction de l’opposition, c’est-à-dire que le Soleil, l’observateur et Uranus ne sont pas exactement alignés. En outre, les anneaux tendent légèrement vers le rouge dans les parties visible et ultraviolette du spectre, et sont gris dans l’infrarouge proche. Ils ne présentent aucune des structures spectrales identifiables. La composition chimique des particules des anneaux est inconnue. Cependant elles ne peuvent pas être composées de glace pure, comme celles des anneaux de Saturne, parce qu’elles sont trop foncées, plus foncées encore que les lunes intérieures d’Uranus. Les particules sont probablement composées d’un mélange de glace et de matière sombre. La composition de cette matière n’est pas connue, mais il pourrait s'agir de composés organiques noircis par le rayonnement des particules chargées de la magnétosphère d’Uranus. Il s'agit peut-être d'un matériau semblable à celui des lunes internes, mais considérablement recuit.
Dans son ensemble, le système d’anneaux d’Uranus ne ressemble ni aux anneaux de Jupiter composés de poussière ténue, ni à ceux de Saturne, qui sont larges et complexes et pour certains composés de matière très brillante – de la glace. Il existe néanmoins quelques ressemblances avec le système saturnien. Ainsi, l’anneau F de Saturne et l’anneau ε d’Uranus sont tous deux étroits, assez sombres et encadrés par des lunes bergères ; de même, les anneaux externes d’Uranus découverts en 2006 présentent une ressemblance avec les anneaux externes G et E de Saturne. Certains anneaux étroits au sein des anneaux larges de Saturne peuvent aussi faire penser aux anneaux étroits d’Uranus. En outre, les bandes de poussière observées entre les principaux anneaux d’Uranus peuvent ressembler aux anneaux de Jupiter. D’autre part, le système des anneaux d'Uranus est assez semblable à celui des anneaux de Neptune, bien que plus complexe, moins sombre et contenant moins de poussières ; les anneaux y sont également plus proches de la planète.

## Anneaux principaux étroits

### Anneau ε

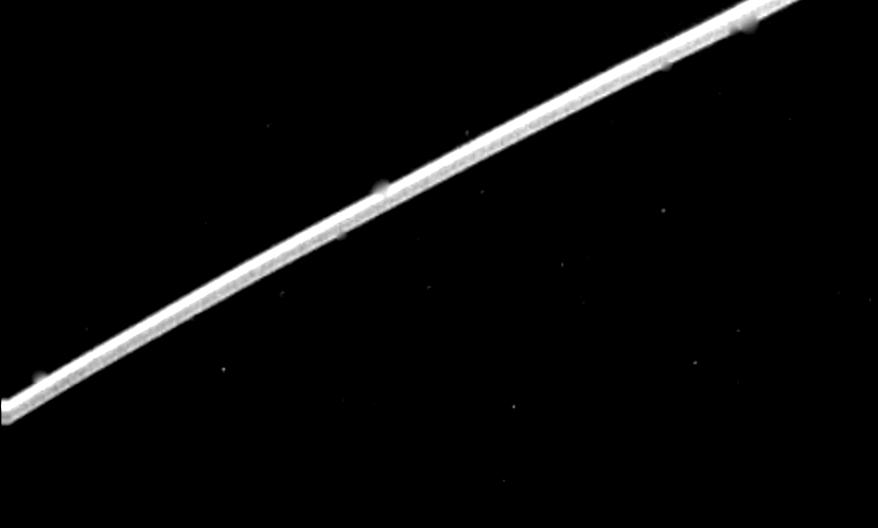
Vue agrandie de l’anneau ε d’Uranus

L’anneau ε (epsilon) est le plus brillant et le plus dense des éléments du système d’anneaux d’Uranus, et compte pour les deux tiers dans la lumière totale renvoyée par l’ensemble,. Alors qu’il est le plus excentrique des anneaux d’Uranus, il a une inclinaison négligeable. L’excentricité de l’anneau fait varier sa brillance tout au long de son orbite. La brillance intégrée suivant le rayon de l’anneau ε est maximale à l’apoapside et minimale à la périapside. Le rapport de ces brillances est de 2,5 à 3,0. Ces variations sont liées à celles de la largeur de l’anneau, qui mesure 19,7 km à la périapside et 96,4 km à l’apoapside. À mesure que l’anneau devient plus large, l’effet d’écran entre particules diminue, les rendant plus visibles, ce qui conduit à une brillance intégrée plus grande. Les variations de largeur ont été mesurées directement à partir des images de Voyager 2, puisque l’anneau ε était le seul des deux anneaux résolus par les caméras de la sonde spatiale. Ce comportement montre que l’anneau est optiquement dense. Les observations d’occultation réalisées à partir du sol ou de l’espace ont montré que son épaisseur optique normale varie de 0,5 à 2,5,, avec le maximum à la périapside. L'épaisseur équivalente {\displaystyle \scriptstyle EE\,=\,\int \tau (r)\,dr}, de l’anneau ε est d’environ 47 km et elle est invariante le long de l’orbite.

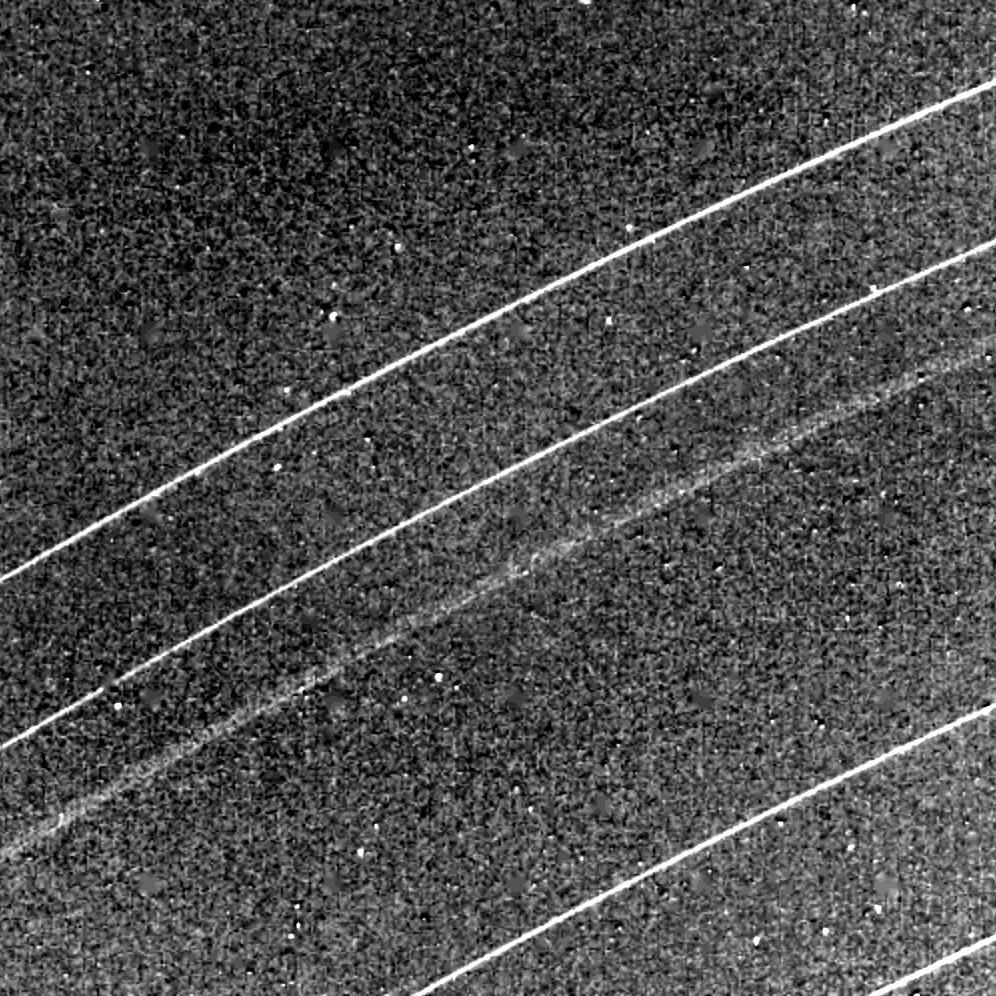
Vue agrandie des anneaux d’Uranus ; de haut en bas : δ, γ, η, β et α. L’anneau η résolu montre la composante large, optiquement mince.

L’épaisseur géométrique de l’anneau ε n’est pas connue avec précision, bien que l’anneau soit très mince – selon certains, seulement 150 m,. Malgré cette dimension relativement infinitésimale, il est constitué de plusieurs couches de particules. L’anneau ε est une zone plutôt encombrée, avec un facteur de remplissage estimé de 0,008 à 0,06 aux environs de l’apoapside. La taille moyenne des particules va de 0,2 à 20 m, et leur séparation moyenne est d’environ 4,5 fois leur rayon,. L’anneau est presque exempt de poussières, peut-être en raison de la traînée aérodynamique de la couronne atmosphérique d’Uranus. En raison de sa très faible épaisseur, l’anneau ε disparaît quand on l’examine par un diamètre. Ceci est arrivé en 2007 au cours de l’observation du passage de la Terre dans le plan des anneaux.
La sonde Voyager 2 a observé un signal de l’anneau ε pendant une expérience d’occultation radio. Le signal se présentait comme un renforcement marqué de la diffusion vers l’avant à 3,6 cm de longueur d'onde aux environs de l’apoapside de l’anneau. Une telle diffusion nécessite l’existence d’une structure cohérente. Le fait que l’anneau ε possède une telle structure fine a été confirmé par beaucoup d’observations d’occultations : l’anneau semble constitué d’une quantité de sous-anneaux étroits et optiquement denses, certains pouvant être des arcs incomplets.
Il est établi que l’anneau possède des lunes bergères interne et externe : Cordélia à l’intérieur et Ophélie à l’extérieur. Le bord interne de l’anneau est en résonance 24:25 avec Cordélia, et le bord externe en résonance 14:13 avec Ophélie. Les masses de ces lunes doivent être au moins triples de la masse de l’anneau à confiner pour être efficaces. La masse de l’anneau ε est estimée à environ 1016 kg,,.

### Anneau δ

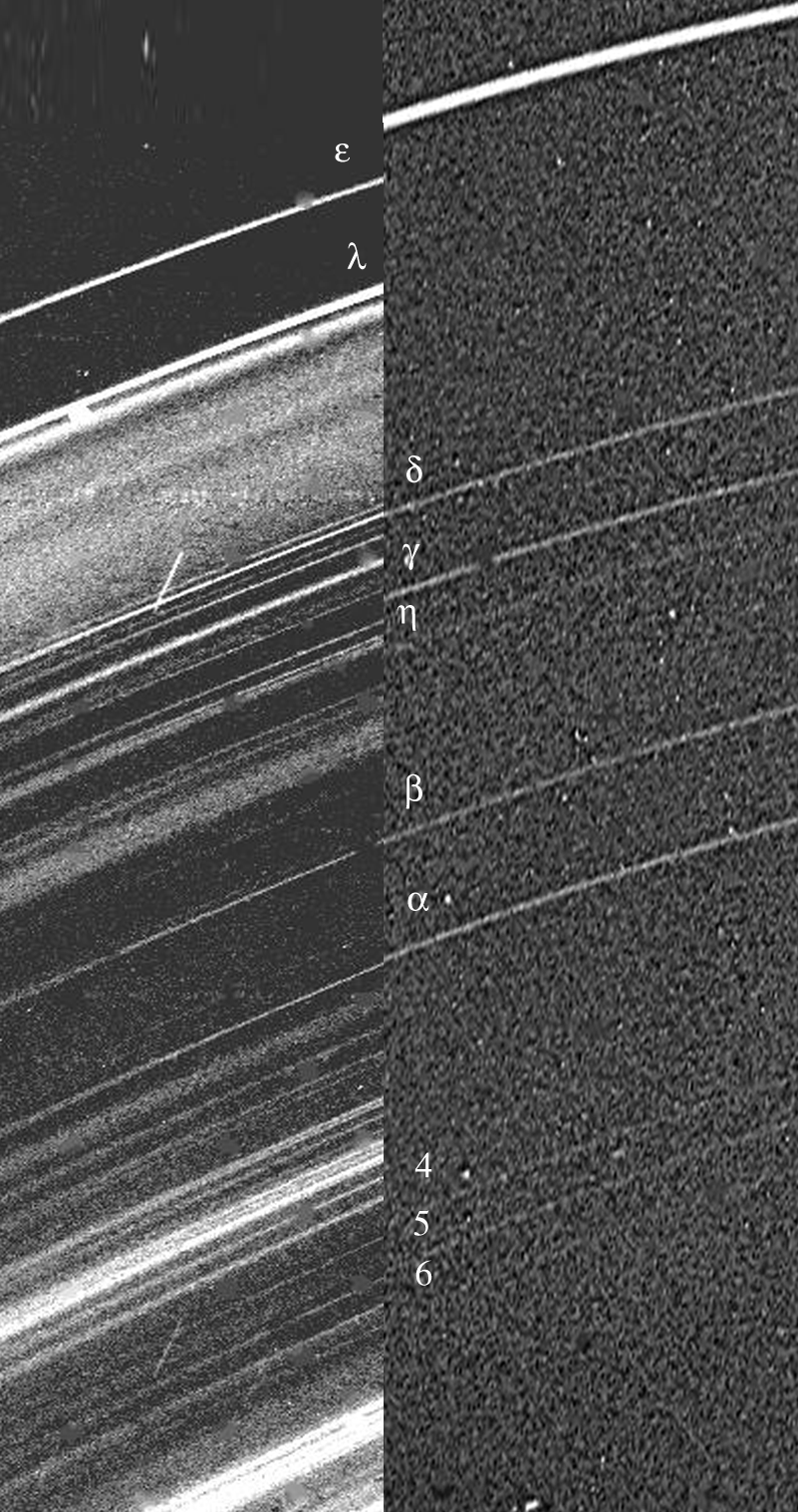
Comparaison des anneaux d’Uranus en lumière diffusée vers l’avant et vers l’arrière (images obtenues par Voyager 2 en 1986).

L’anneau δ (delta) est circulaire et légèrement incliné. Il présente des variations azimutales substantielles encore inexpliquées (en 2011) dans son épaisseur optique normale et sa largeur. Une explication possible serait que l’anneau présente des ondulations azimutales excitées par une toute petite lune juste à son bord intérieur. Le bord extérieur bien net de l’anneau δ est en résonance 23:22 avec Cordélia,. Deux composantes peuvent d'ailleurs être distinguées. La composante étroite et externe est optiquement dense ; elle est bordée par une large bande interne transparente. Sa largeur est de 4,1 à 6,1 km et a une épaisseur équivalente à 2,2 km, ce qui correspond à une épaisseur optique normale de 0,3 à 0,6. La composante large de l’anneau est de 10 à 12 km et son épaisseur équivalente est proche de 0,3 km, ce qui indique une faible épaisseur optique normale de 3 × 10−2. Ceci n’est connu que par des données d’occultation, parce que Voyager 2 n’a pas pu résoudre l’anneau δ,. Quand il a vu l’anneau δ en géométrie de diffusion vers l’avant, il apparaissait relativement brillant, ce qui est compatible avec la présence de poussière dans la composante large. Géométriquement, la composante large est plus épaisse que l’étroite. Ceci est confirmé par les observations au croisement du plan de l’orbite en 2007, où l’anneau δ est devenu plus brillant, ce qui est cohérent avec le comportement d’un anneau simultanément géométriquement épais et optiquement ténu.

### Anneau γ
L’anneau γ (gamma) est étroit, optiquement dense et légèrement excentrique. Son inclinaison orbitale est à peu près nulle. La largeur de l’anneau varie de 3,6 à 4,7 km, bien que son épaisseur optique équivalente soit constante à 3,3 km. L'épaisseur optique normale de l’anneau est de 0,7 à 0,9. Pendant un événement de croisement du plan de l’orbite en 2007, l’anneau γ a disparu, ce qui montre qu’il est géométriquement mince, comme l’anneau ε, et sans poussière. La largeur et l'épaisseur optique normale de l’anneau montrent des variations azimutales marquées. Le mécanisme du confinement d’un anneau si étroit n’est pas connu, mais il a été remarqué que le bord interne bien net de l’anneau est en résonance 6:5 avec Ophélie,.

### Anneau η
L’anneau η (êta) a une excentricité et une inclinaison orbitale nulles. Comme l’anneau δ, il est constitué de deux composantes : une étroite et optiquement dense, et une bande large quasi-transparente, extérieure cette fois. Cette dernière est large d’environ 40 km et son épaisseur équivalente voisine de 0,85 km, ce qui indique une faible épaisseur optique normale de 2 × 10−2.
L’anneau a été résolu sur les images de Voyager 2. En diffusion vers l’avant, il paraît brillant, ce qui indique la présence d’une quantité considérable de poussières, probablement dans la partie large. Géométriquement, la partie large est bien plus épaisse que la partie étroite. Cette conclusion est soutenue par les observations au croisement du plan de l’anneau en 2007, où l’anneau η a présenté une brillance croissante, devenant le deuxième plus brillant du système des anneaux. Ceci est cohérent avec un anneau géométriquement épais mais optiquement mince. Comme la majorité des anneaux, il présente des variations azimutales marquées en épaisseur optique normale et en largeur. La composante étroite disparaît même à certains endroits.

### Anneaux α et β
Les anneaux α et β (alpha et bêta) sont les anneaux d’Uranus les plus brillants après l’anneau ε. Comme celui-ci, ils présentent des variations de brillance et de largeur. Ils ont une brillance et une largeur maximale sur un secteur de 30° au niveau de l’apoapside, et minimale dans les 30° autour du périapside,. Ces deux anneaux ont une excentricité et une inclinaison non négligeables. Les largeurs varient respectivement de 4,8 à 10 km et de 6,1 à 11,4 km. Les épaisseurs optiques équivalentes sont de 3,29 km et 2,14 km, ce qui correspond à des épaisseurs optiques normales de 0,3 à 0,7 pour le premier et de 0,2 à 0,35 pour le second. Lorsque la Terre a croisé le plan orbital des anneaux en 2007, ceux-ci n'ont plus été visibles, ce qui prouve qu’ils sont peu épais, comme l’anneau ε, et dépourvus de poussière. Mais ce même événement a mis en évidence une bande de poussière épaisse et d'un point de vue optique faiblement opaque, juste à l’extérieur de l’anneau β, qui avait déjà été observée par Voyager 2. La masse des anneaux α et β est estimée à environ 5 × 1015 kg chacune, soit la moitié de celle de l’anneau ε.

### Anneaux 6, 5 et 4
Les anneaux 6, 5 et 4 sont les anneaux étroits les plus internes et les moins brillants d’Uranus. Ce sont aussi ceux qui présentent les plus fortes inclinaison et excentricité avec l’anneau ε. En fait, leur inclinaison (0,06°, 0,05° et 0,03°) était suffisante pour que Voyager 2 puisse les observer au-dessus du plan équatorial d’Uranus (de 24 à 46 km). Ils sont également les plus étroits avec une largeur de, respectivement, 1,6 à 2,2 km, de 1,9 à 4,9 km et de 2,4 à 4,4 km ,. Leur épaisseur optique équivalente est de 0,41 km, 0,91 km et 0,71 km, correspondant à des épaisseurs optiques normales de 0,18 à 0,25, de 0,18 à 0,48 et de 0,16 à 0,3. Lorsque la Terre a coupé le plan orbital des anneaux en 2007, ils sont devenus invisibles en raison de leur faible épaisseur et de l'absence de poussière.

## Anneaux de poussières

### Anneau λ

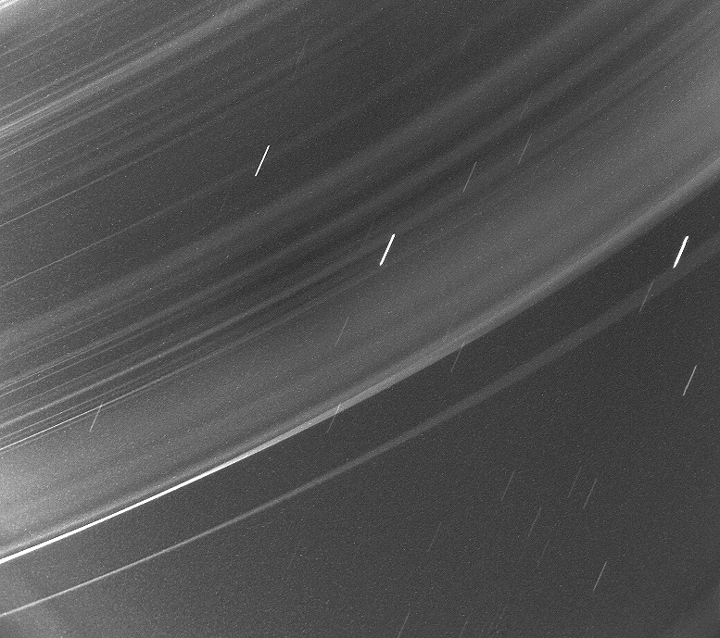
Photo en pose longue des anneaux internes d’Uranus, prise vers l’arrière par Voyager 2. Le Soleil se trouve à 7,5° du centre du cliché. En diffusion en avant de la lumière, les bandes de poussière non visibles sous d’autres perspectives peuvent être vues, comme les autres anneaux.

L’anneau λ (lambda) est un des deux anneaux découverts par Voyager 2 en 1986. C’est un anneau étroit et ténu, situé juste à l’intérieur de l’anneau ε, entre l’anneau et sa lune bergère, Cordélia. Cette lune a nettoyé une bande vide juste au milieu de l’anneau λ. Quand il est examiné en lumière diffusée vers l’arrière, l’anneau λ est extrêmement étroit : de 1 à 2 km et a une épaisseur optique équivalente de 0,1 à 0,2 km à la longueur d’onde de 2,2 µm. L'épaisseur optique normale est de 0,1 à 0,2,. L'épaisseur optique de l’anneau λ présente une forte dépendance de la longueur d’onde de la lumière, ce qui est atypique pour le système d’anneaux d’Uranus. L'épaisseur optique équivalente s’élève à 0,36 km dans l’ultraviolet, ce qui explique pourquoi l’anneau λ n’a été détecté au début que dans les occultations stellaires UV par Voyager 2. La détection à la longueur d’onde de 2,2 µm par occultation stellaire n’a été annoncée qu’en 1996.
L’aspect de l’anneau λ change radicalement quand il est observé en lumière diffusée vers l’avant, comme l’a fait Voyager 2 en 1986. Dans cette perspective, l’anneau devient la structure la plus brillante du système d’anneaux d’Uranus, plus brillante encore que l’anneau ε. Cette observation, conjuguée à la dépendance de l'épaisseur optique en fonction de la longueur d’onde de la lumière, indique que l’anneau λ contient une quantité appréciable de poussière de la taille de l’ordre du micromètre. L'épaisseur optique normale de cette poussière est de 10−4 à 10−3. Les observations faites en 2007 par le télescope Keck pendant l’événement de croisement du plan de l’anneau ont confirmé cette conclusion ; l’anneau λ est alors devenu une des structures les plus brillantes du système d’anneaux.
Une analyse détaillée des images de Voyager 2 a révélé des variations azimutales de la brillance de l’anneau λ. Les variations semblent périodiques, évoquant une onde stationnaire. L’origine de cette structure détaillée de l’anneau λ reste mystérieuse.

### Anneau 1986U2R/ζ

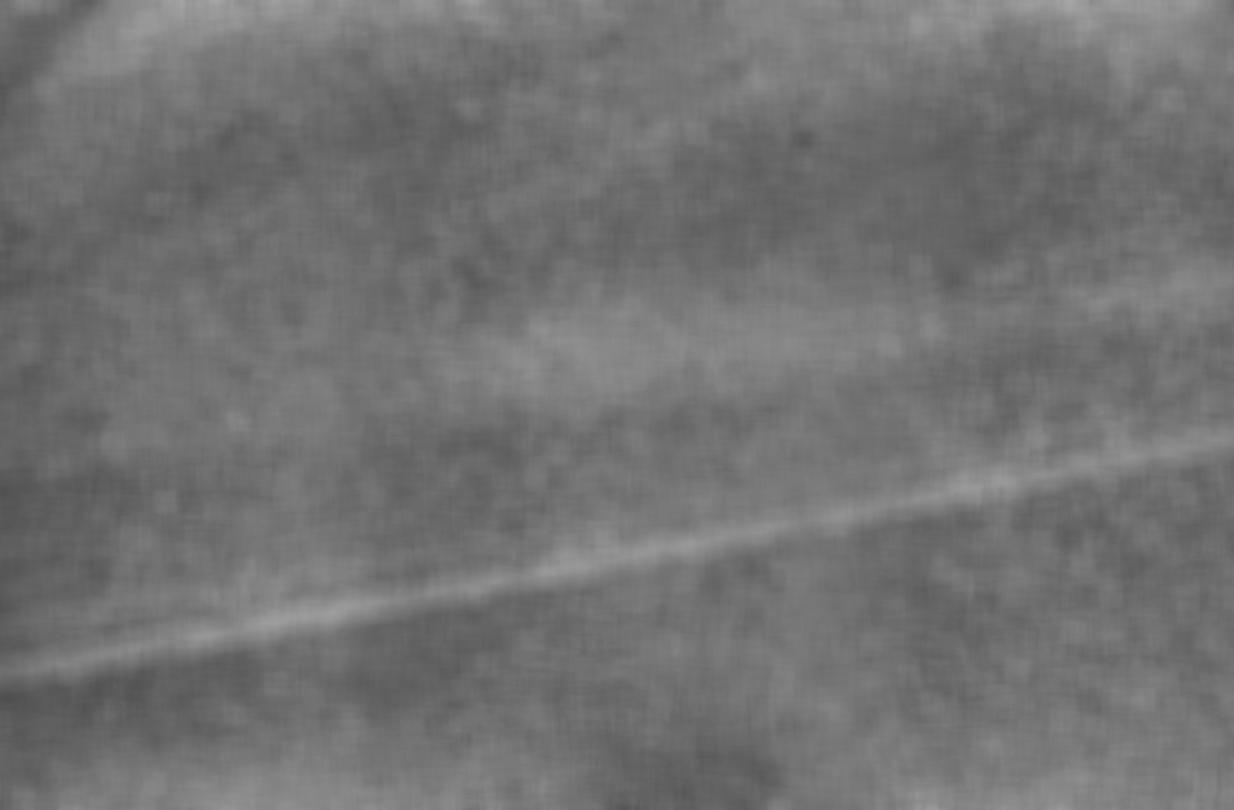
Cliché qui a permis la découverte de l’anneau 1986U2R

En 1986, Voyager 2 a détecté une bande large mais ténue de matière à l’intérieur de l’anneau 6. Cet anneau a reçu la désignation temporaire de 1986U2R. Il a une épaisseur optique normale de 10−3 ou moins, et il est extrêmement ténu. Il va de 37 000 à 39 500 km du centre d’Uranus, c’est-à-dire seulement 12 000 km au-dessus des nuages. Il n’a plus été vu jusqu’en 2003 - 2004, à son observation par le télescope Keck. Cette bande a été nommée « anneau ζ » (zêta). Cependant la position de cet anneau diffère de façon significative de celle observée pour 1986U2R en 1986 : il est situé de 37 850 à 41 350 km du centre de la planète. Il y a une extension qui va vers l’intérieur en s’atténuant jusqu’à 32 600 km au moins.
L’anneau ζ a été encore observé pendant le croisement du plan de l’anneau en 2007, et il y est même devenu l’élément le plus brillant de tout le système d’anneaux, surpassant même en luminosité tout le reste. L'épaisseur optique équivalente de cet anneau approche 1 km (0,6 km pour l’extension interne), tandis que l'épaisseur optique normale ne dépasse pas 10−3. Les aspects assez différents des anneaux 1986U2R et ζ peuvent être causés par les différentes géométries de l’observation : diffusion vers l’arrière en 2003 – 2007, et diffusion vers le côté en 1986,. Cependant, il ne peut pas être exclu que des changements dans la répartition de la poussière, que l’on suppose dominante dans l’anneau, soient survenus entre 1986 et 2007.

### Autres bandes de poussière
Outre les anneaux 1986U2R/ζ et λ, il existe d’autres bandes de poussière très ténues dans le système des anneaux d’Uranus. Elles sont invisibles pendant les occultations en raison de leur épaisseur optique négligeable, malgré leur brillance en diffusion vers l’avant. Les images de Voyager 2 en lumière diffusée vers l’avant révèlent l’existence de bandes de poussière brillantes entre les anneaux λ et δ, entre η et β, et entre α et 4. Beaucoup de ces bandes ont été détectées à nouveau en 2003 - 2004 par le télescope Keck, et pendant le croisement du plan de l’anneau en 2007 en lumière diffusée vers l’arrière, mais leurs positions précises et leurs brillances relatives étaient différentes de celles observées par Voyager 2,. L'épaisseur optique normale de ces bandes de poussière ne dépasse pas environ 10−5. Les scientifiques pensent que la distribution des dimensions des particules de poussières suit une loi de puissance d’indice {\displaystyle \scriptstyle p\,=\,2,5\pm 0,5}.

## Système d’anneaux externes

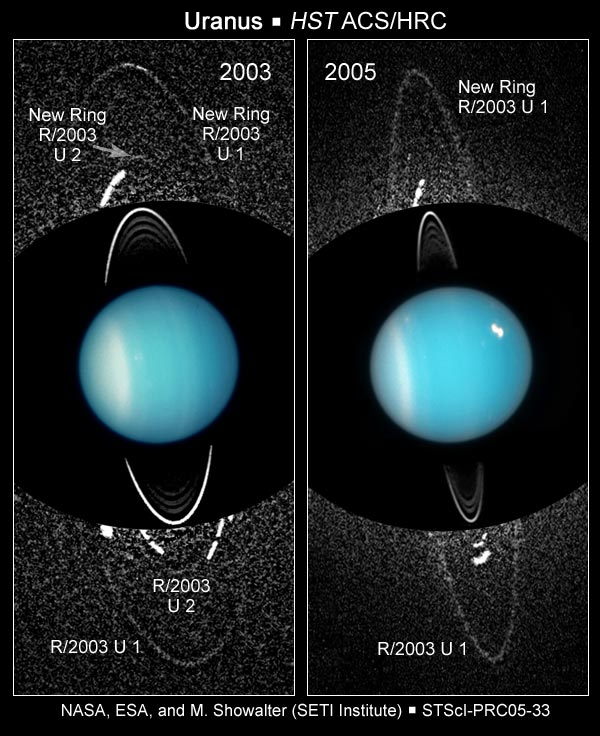
Les anneaux μ et ν d’Uranus (R/2003 U1 et U2) à partir d’images prises par le télescope spatial Hubble en 2005.

En 2003–2005, le télescope spatial Hubble permet de découvrir une nouvelle paire d’anneaux, baptisée par la suite système d’anneaux externe, qui porte le nombre d’anneaux d’Uranus à treize. Ils ont été nommés anneaux μ et ν (mu et nu). L’anneau μ, le plus externe, se trouve deux fois plus éloigné de la planète que l’anneau brillant η. Ces anneaux externes diffèrent des anneaux internes étroits par de nombreuses caractéristiques : μ et ν sont larges (17 000 km et 3 800 km) et très ténus ; leur épaisseur optique normale maximale sont de 8,5 × 10−6 et 5,4 × 10−6 ; leur épaisseur optique équivalente sont respectivement de 0,14 km et 0,012 km. Leur profil radial de brillance est triangulaire.
La brillance maximale de l’anneau μ se trouve presque le long de l’orbite de la petite lune Mab, qui est probablement la source des particules de l’anneau,. L’anneau ν se situe entre les satellites naturels Portia et Rosalinde, et ne contient pas de lune en son sein. Une nouvelle analyse des images de Voyage 2 en lumière diffusée vers l’avant montre clairement les anneaux μ et ν. Dans cette géométrie, les anneaux sont bien plus brillants, ce qui indique qu’ils contiennent beaucoup de poussières micrométriques. Ils peuvent être semblables aux anneaux G et E de Saturne : comme l’anneau G, les anneaux μ et ν manquent de tout corps qui pourrait l’alimenter en poussière, et comme l’immense anneau E, ils reçoivent de la poussière d’Encelade,.
L’anneau μ pourrait être constitué entièrement de poussières, sans aucune particule de grande taille. Cette hypothèse est renforcée par des observations du télescope Keck, qui n’a pas réussi à détecter l’anneau μ dans l’infrarouge proche à 2,2 μm, mais a pu détecter l’anneau ν. Ceci montre que l’anneau μ est de couleur bleue et qu’il est donc composé en majorité de particules submicrométriques. Cette poussière pourrait être constituée de glace. L’anneau ν est plutôt coloré en rouge,.

## Dynamique et origine

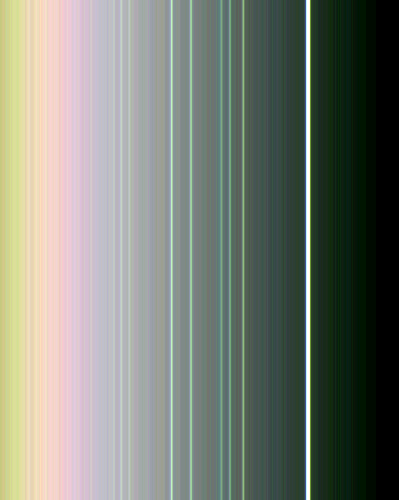
Un schéma des anneaux internes, en couleurs renforcées, selon Voyager 2.

Le mécanisme de confinement des particules dans les anneaux étroits n'est toujours pas élucidé en 2011. Un tel mécanisme est nécessaire pour que les anneaux ne se dispersent pas radialement en moins d'un million d’années. La théorie la plus courante, proposée à l'origine par Goldreich et Tremaine, est qu'une paire de lunes, les bergers interne et externe, interagissent gravitationnellement avec chaque anneau, et agissent respectivement comme source et puits pour compenser les fluctuations de moment cinétique (ou aussi bien d’énergie cinétique). Ils maintiennent ainsi la cohésion de l’anneau, mais s’en écartent progressivement. Pour être efficaces, la masse de chaque berger doit dépasser celle de l’anneau par un facteur d'au moins 2 ou 3. Ce mécanisme est à l’œuvre pour l’anneau ε, où Cordélia et Ophélie jouent le rôle de bergers. Cordélia est aussi le berger externe de l’anneau δ et Ophélie celui de l’anneau γ. Cependant, aucune lune de plus de 10 km n'est connue à portée des autres anneaux. La distance actuelle de Cordélia et Ophélie de l’anneau ε permet d’estimer son âge. Les calculs montrent qu’il ne peut être plus vieux que 6 × 108 années,.
La jeunesse apparente des anneaux peut être expliquée par le renouvellement continuel de la matière qui les compose. Celle-ci pourrait provenir de la collision et de la fragmentation continue de plus grands objets. Selon les estimations de l'astronome Larry W. Esposito en 2002, une lune de la taille de Puck pourrait produire suffisamment de débris pour que l'anneau dure quelques milliards d’années. Cependant, la durée de vie d’un satellite plus petit est bien plus courte. Toutes les lunes et anneaux internes pourraient donc être les produits de quelques lunes de la taille de Puck brisées (par exemple par les forces de marées d'Uranus) durant les derniers 4,5 milliards d’années. Les satellites ainsi brisés déclenchent une cascade de collisions broyant rapidement tous les gros fragments en particules bien plus petites, jusqu'aux plus fines poussières. Finalement la majorité de la masse initiale devrait être dispersée dans l'espace ou retombée sur Uranus, et les particules restantes seraient celles stabilisées par des résonances mutuelles et des effets de berger. À la fin de cette évolution, il ne devrait rester qu’un système d’anneaux étroits. Mais dans la configuration actuelle, quelques mini-lunes pourraient subsister au sein des anneaux. Leur diamètre serait alors probablement limitée à environ 10 km.
L’origine des bandes de poussière pose moins de problèmes. La poussière a un temps de vie très court, de 100 à 1 000 ans. Les bandes doivent donc être alimentées en continu par des collisions entre particules plus grandes, issues des anneaux, des mini-lunes et des météoroïdes provenant de l’extérieur du système uranien. Les ceintures de mini-lunes et de particules elles-mêmes sont invisibles, en raison de leur faible épaisseur optique, alors que la poussière se révèle en diffusion de la lumière vers l’avant. Les anneaux étroits principaux et les ceintures de mini-lunes qui créent les bandes de poussière diffèrent probablement dans la distribution des tailles. Les anneaux principaux ont plus de corps entre le centimètre et le mètre. Ce type de distribution accroît la surface des objets dans les anneaux, ce qui conduit à une haute densité optique en lumière diffusée vers l’arrière. En revanche, les bandes de poussière contiennent peu de grosses particules, ce qui leur donne une basse épaisseur optique.

## Exploration

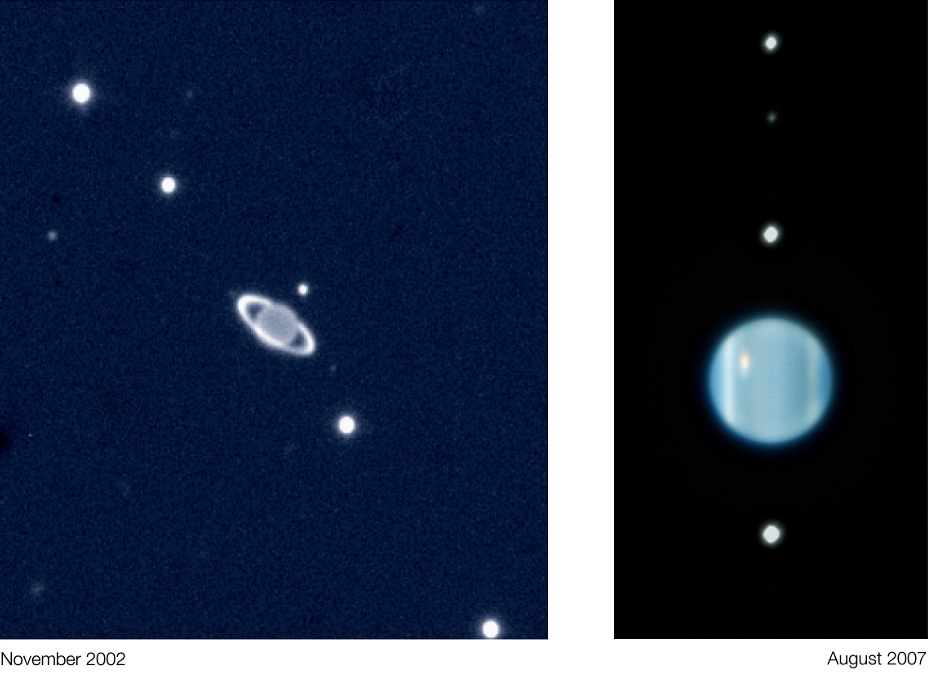
Le système uranien vu en novembre 2002 (ISAAC sur le VLT) et en août 2007 (NACO avec optique adaptative). En 2007 les anneaux étaient vus de côté, d'où le fait qu'ils soient beaucoup moins visibles sur la photo.

Les anneaux ont été étudiés de manière approfondie par les instruments la sonde spatiale Voyager 2 durant son survol de la planète en janvier 1986. Deux nouveaux anneaux ténus, λ et 1986U2R, ont été ainsi découverts, portant à l'époque leur nombre total à onze. Les anneaux ont été étudiés par occultation dans les gammes radio, ultraviolette et optique. Voyager 2 a observé les anneaux sous diverses perspectives par rapport au Soleil, donnant des images en lumière diffusée en arrière, sur le côté et en avant. L’analyse de ces images a permis la détermination complète de la brillance en fonction de la phase et des albédos géométrique et de Bond des particules des anneaux. Deux anneaux, ε et η, ont été résolus sur les images, révélant une structure fine et compliquée. L’analyse des images de Voyager 2 a aussi permis la découverte de dix lunes internes, dont les deux bergers de l’anneau ε, Cordélia et Ophélie. Le télescope Hubble, par une observation depuis l'espace, a finalement porté le nombre des anneaux d'Uranus à treize par la découverte des anneaux μ et ν en 2005.

## Propriétés
Le tableau suivant rassemble les propriétés connues du système d’anneaux planétaires d’Uranus (à titre de comparaison, le rayon d'Uranus est d'environ 26 000 km) :
| Nom     | Rayon (km)      | Largeur (km) | EE (km) | Épaisseur optique normale (ÉON) | Épaisseur (m) | Excen- tricité | Incli- naison (°) | Notes                                                     |
| ------- | --------------- | ------------ | ------- | ------------------------------- | ------------- | -------------- | ----------------- | --------------------------------------------------------- |
| ζc      | 32 000– 37 850  | 3 500        | 0,6     | ~ 10−4                          | ?             | ?              | ?                 | Extension intérieure de ζ                                 |
| 1986U2R | 37 000– 39 500  | 2 500        | ?       | < 10−3                          | ?             | ?              | ?                 | Anneau ténu de poussière, partie de 1986U2R/ζ             |
| ζ       | 37 850– 41 350  | 3 500        | 1       | < 10−3                          | ?             | ?              | ?                 | Partie plus importante de 1986U2R/ζ                       |
| 6       | 41 837          | 1,6–2,2      | 0,41    | 0,18–0,25                       | ?             | 1 × 10−3,      | 0,062,            |                                                           |
| 5       | 42 234          | 1,9–4,9      | 0,91    | 0,18–0,48                       | ?             | 1,90 × 10−3,   | 0,054,            |                                                           |
| 4       | 42 570          | 2,4–4,4      | 0,71    | 0,16–0,30                       | ?             | 1,1 × 10−3,    | 0,032,            |                                                           |
| α       | 44 718          | 4,8–10       | 3,39    | 0,3–0,7                         | ?             | 0,8 × 10−3,    | 0,015,            |                                                           |
| β       | 45 661          | 6,1–11,4     | 2,14    | 0,20–0,35                       | ?             | 0,4 × 10−3,    | 0,005,            |                                                           |
| η       | 47 175          | 1,9–2,7      | 0,42    | 0,16–0,25                       | ?             | 0,             | 0,001,            |                                                           |
| ηc      | 47 176          | 40           | 0,85    | 2 × 10−2                        | ?             | 0,             | 0,001,            | Extension extérieure de η                                 |
| γ       | 47 627          | 3,6–4,7      | 3,3     | 0,7–0,9                         | 150?          | 0,1 × 10−3,    | 0,002,            |                                                           |
| δc      | 48 300          | 10–12        | 0,3     | 3 × 10−2                        | ?             | 0,             | 0,001,            | Extension intérieure de δ                                 |
| δ       | 48 300          | 4,1–6,1      | 2,2     | 0,3–0,6                         | ?             | 0,             | 0,001,            |                                                           |
| λ       | 50 023          | 1–2          | 0,2     | 0,1–0,2                         | ?             | 0?             | 0?                |                                                           |
| ε       | 51 149          | 19,7–96,4    | 47      | 0,5–2,5                         | 150?          | 7,9 × 10−3,    | 0,                | Lunes bergères : Cordélia et Ophélie                      |
| ν       | 66 100– 69 900  | 3 800        | 0,012   | 5,4 × 10−6                      | ?             | ?              | ?                 | Entre Portia et Rosalinde. Brillance maximale à 67 300 km |
| μ       | 86 000– 103 000 | 17 000       | 0,14    | 8,5 × 10−6                      | ?             | ?              | ?                 | Brillance maximale à 97 700 km (à proximité de Mab)       |